# 埼玉県立川越女子高等学校
埼玉県立川越女子高等学校（さいたまけんりつ かわごえじょしこうとうがっこう）は、埼玉県川越市六軒町にある県立女子高等学校。通称は「川女」（かわじょ）。
2006年からスーパーサイエンスハイスクールの指定を受けている。

## 概要
1906年（明治39年）に川越町立川越高等女学校として開校した高等学校。県立浦和第一女子高校に次いで、埼玉県内で二番目に設立された「高等女学校」である。文武両道を目指しており、学校行事には生徒の自主性により育まれたものが多く、特色ある校風で知られる。川越市駅から徒歩で数分であり、川越旧市街の蔵造りからやや外れの位置に所在している。親・祖父母の代からで知られることも多く、川越市外の近隣（例：秩父市や飯能市や嵐山町やときがわ町や小川町など）からの志望者・進学者も多くいる。
正門前の桜並木が春には美しく象徴的であり、サクラが満開となって広がり、川女を彩る風景となるが、川女のものではない。しかし桜並木の清掃は生徒が行っている。
2学期制、65分授業、隔週での土曜授業などをとっている。
文化祭は紫苑祭といい、来校者は1万人という高校にしては異例の盛り上がりを見せる。県西地区では埼玉県立川越高等学校の「くすのき祭」と並び称される。紫苑祭は毎年、有志により生徒主導で行われている。
2006年からスーパーサイエンスハイスクールに指定されている。埼玉県教育委員会「進学指導重点推進校」の指定校である。

## 沿革
- 2006年からクーラーが導入された。
- 2006年度より、これまで伝統だった競歩大会がロードレースに変わった。
- 2010年夏 - 図書館棟のリフォームが行われた。
- 2010年 - 埼玉県教育委員会「進学指導重点推進校」に指定。
- 2013年夏 - 本館の工事が行われた。

## 交通アクセス
- 最寄は東武東上線川越市駅と、西武新宿線本川越駅。

## 校内の様子
- この学校へ入学することを目指し今も遠方からの受験生が多い。かつては寄宿舎も建てられていた。
- 校内に県内で唯一明治時代に竣工され残存されている建物がある。それは「明治記念館」と称され、川越市指定文化財となっている。明治期の学校建築物を現在も生徒が使用し続けながら保存・活用されている稀有な例である。
- 文武両道を目指しており、体育祭・文化祭などの行事、部活動にも力を入れている。
- 校内に建つ「乙女の像」という銅像が、「トメゾウ」と呼ばれ学生に親しまれている。
- トメゾウの妹分の「春を訪ねて」もいる。2010年10月4日に除幕式が行われた。今ではトメゾウに因んで「ハルゾウ」とも呼ばれている。
- 2学期制、65分授業、隔週での土曜授業などをとっている。
- 敷地内にあるトチノキの巨木には毎年たくさんの実がなり落ちてくる。
- 2017年、老朽化のため、講堂が取り壊された。講堂が新築される予定。

## カリキュラム
入学時に一年生は音楽、美術、書道の三つの芸術科目の中から一つを選択する。これを参考にクラス編成をするので、音楽選択の者だけで編成されるクラスや、三つの科目とも選択している者がいる混成クラスがある。

## 学校行事
入学式では、新入生の入場時に2、3年生がハレルヤ・コーラスを合唱して迎え、卒業式には生徒全員で歌い3年生は巣立っていく。
入学式翌日から数日間、先輩から“ハッチ”という踊りを指導・伝授される。ハッチは新入生歓迎会や後夜祭で踊られている。

## 代々受け継がれる歌
文化祭や体育祭などで活躍した人物を讃える歌がある。代々受け継がれている。
歌は以下である。タンが1拍、タが1/2拍で、手拍子。活躍した人物がスピーチをした直後などに「ちょっと待ったァァー！」と関係者が言ってから始まる。
関東平野に　＜タン・タン・タタタ＞
朝日が昇るよ　＜タン・タン・タタタ＞
我らが勇者に　＜タン・タン・タタタ＞
拍手を送ろう　＜タン・タン・タン＞
拍手！　＜タタタ＞
拍手！　＜タタタ＞
フー　＜拍手＞
2008年11月26日講堂で行われた講演会で、国連人口基金親善大使の有森裕子に生徒の有志よりこの歌が贈られた。

## 部活動など
県内で唯一カラーガード部が存在する。これは、かつてドラムコーズ部があり、紫苑祭や体育祭でのデモンストレーションは見事であった（特にハチャトリアンの剣の舞）。そのレベルの高さや自ら製作する衣装に憧れ入学してくる生徒も多くいたが、早朝から夜遅くまで熱心に練習した結果近隣住民から苦情があり、ついに廃部に追い込まれた。ドラムコーズ部は現在カラーガード部という形で再結成され、活躍を続けている。
＜運動系＞
- 水泳部
- 陸上競技部
- ソフトボール部
- バスケットボール部
- 登山部
- 硬式テニス部
- バドミントン部
- バレーボール部
- 弓道部
- 剣道部
- 卓球部
- 新体操部
- ソフトテニス部

＜文化系＞ 
- カラーガード部
- 吹奏楽部
- マンドリン部
- 弦楽オーケストラ部
- 音楽部（合唱）
- フォーク部（軽音楽）
- 茶道部
- 翠松会（表千家茶道）
- 華道部
- 箏曲部
- おいしんぼ部（調理）
- 被服部
- 漫画研究会
- 美術部
- 書道部
- 地球天文部
- 生物部
- 写真部
- 英語部
- 放送部
- 英語劇部
- 演劇部
- 新聞部
- 文芸部
- 園芸部

＜その他＞
- 華組
- 紫実
- 体実
- SSG

## 著名な出身者
- 石井道子（元環境庁長官）
- 北川尚美（東北大学教授）
- 小宮悦子（フリーアナウンサー、フリーキャスター、元テレビ朝日アナウンサー）
- 野崎由美子（シャンソン歌手、フリーアナウンサー、元テレビ朝日アナウンサー）
- 田丸美寿々（フリーキャスター）
- 荻原弘子（元日本テレビアナウンサー）
- 金子圭子（弁護士）
- 天野聡美（イラストレーター、あしなが育英会副会長）
- 上田三根子（イラストレーター）
- 吉田香織（陸上長距離選手）
- 青池奈津子（元中部日本放送アナウンサー）
- 古川枝里子（CBCテレビアナウンサー）
- 長島有里枝（写真家）
- 川口智子（元子役）
- 鈴木若葉（柔道家）
- 紫野貴李（小説家）
- 五戸美樹（フリーアナウンサー、元ニッポン放送アナウンサー）
- 佐久間寿美（川越の人物誌女性44人の一人）
- 花村えい子（漫画家）[1]
- 服部あゆみ（漫画家）[1]
- 吉川うたた（漫画家）[1]
- 石原理衣（映画監督・女優・映画プロデューサー)
- 沖田愛（舞台女優）
- 坊薗真琴（サッカー審判員）
- 弓削田真理子（マラソンランナー）